# Ushijima Mitsuru

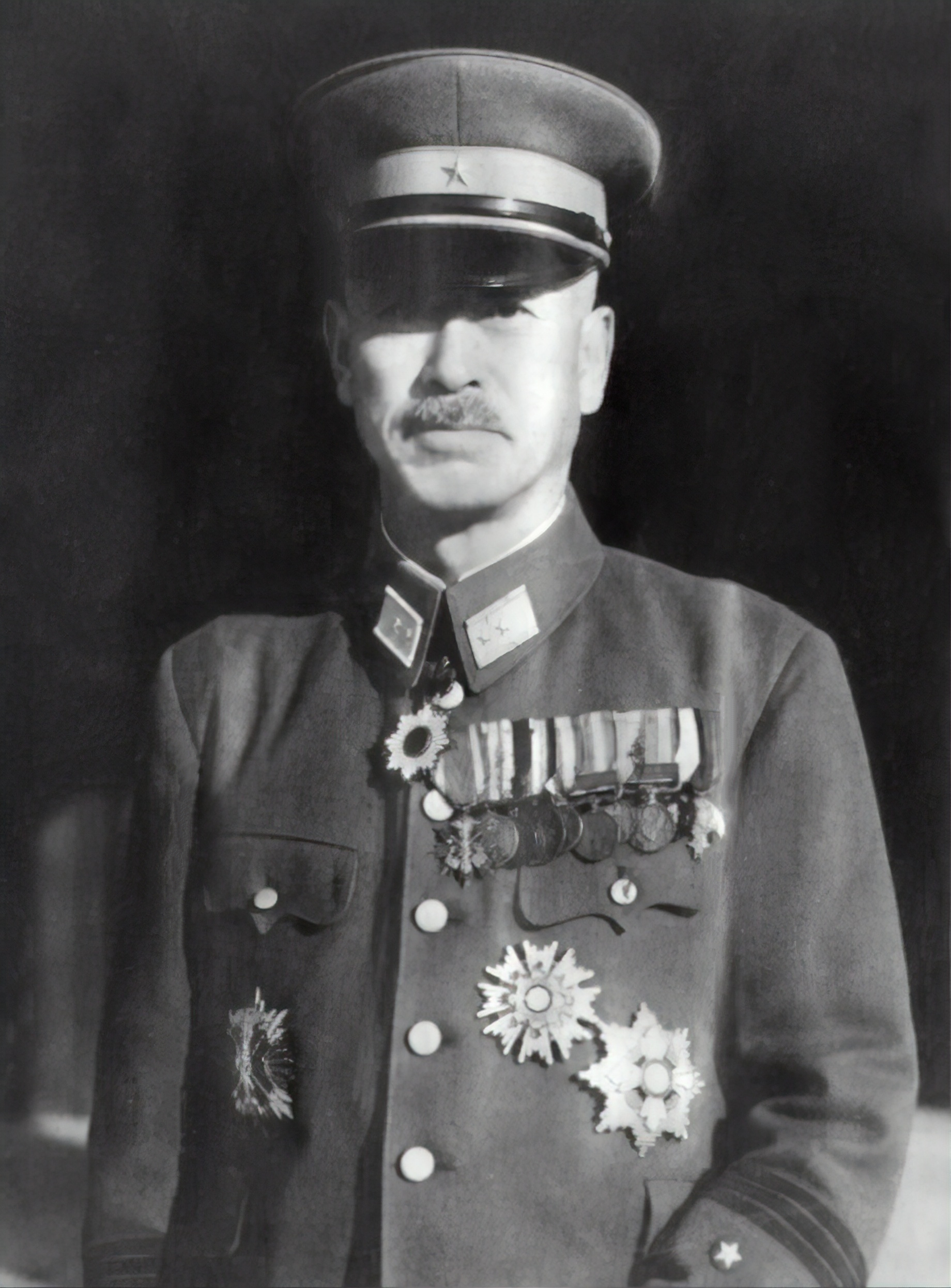
Mitsuru Ushijima als Generalleutnant

Ushijima Mitsuru (jap. 牛島 満; * 31. Juli 1887 in Kagoshima; † 22. Juni 1945 auf Okinawa) war ein General der Kaiserlich Japanischen Armee im Zweiten Sino-Japanischen Krieg und im Pazifikkrieg. Er kommandierte die 32. Armee in der Schlacht von Okinawa. Er beging Seppuku und wurde posthum zum General befördert.

## Militärische Laufbahn
Sein Vater war ein Samurai in den Diensten der Satsuma-Domäne und später Berufsoffizier in der Kaiserlich Japanischen Armee. Er war der vierte Sohn der Familie. Einer seiner älteren Brüder diente später als Gouverneur der Präfektur Ibaraki. Die Familie zog nach Tokio; nach dem Tod seines Vaters zog seine Mutter mit der Familie zurück nach Kagoshima. Er schloss die Schule mit Auszeichnung ab und schlug danach eine militärische Laufbahn ein. Ushijima schloss 1908 die 20. Klasse der Heeresoffizierschule mit Auszeichnung ab. Er wurde für seine Beherrschung der japanischen Schwertkunst bekannt. Er schloss 1916 die 28. Klasse der Heereshochschule ab. Seine Klassenkameraden waren die späteren Generale Yamashita Tomoyuki und Tanaka Shizuichi.
Er gehörte im August 1917 zum Stab bei der Sibirischen Intervention während des Russischen Bürgerkrieges. Er hatte die Aufgabe, die Entsendung von Truppen zu koordinieren und den Transport von Vorräten zu organisieren. Später in diesem Jahr wurde er zum Hauptmann befördert. Bei seiner Rückkehr nach Japan wurde ihm der Orden des Goldenen Drachen, 5. Klasse, verliehen.
Im September 1932 ernannte man ihn zum Leiter der Unterrichtsabteilung an der Toyama-Schule, einer Eliteschule der Armee, und er wurde zum Oberst befördert. Er blieb bis zum März 1933 an der Schule. Zu dieser Zeit wurden die jungen Offiziere zunehmend von den rechtsradikalen Schriften von Kita Ikki beeinflusst und sprachen oft über Politik. Ushijima wies Ausbilder und Schüler nachdrücklich an, sich auf den Militärdienst zu konzentrieren, und prangerte Kita Ikki öffentlich an. Von März 1933 bis Juli 1936 diente Ushijima als Oberster Adjutant innerhalb des Armeeministeriums. In dieser Zeit war der politische Fraktionalismus innerhalb der japanischen Armee am größten. Ushijima bemühte sich, eine Verbindung mit irgendeiner Fraktion zu vermeiden. Zum Zeitpunkt des Putschversuches in Japan vom 26. Februar 1936 war er auf einer Reise in China und kehrte erst nach Niederschlagung der Rebellion zurück. Er wurde ausgewählt, das in Ungnade gefallene 1. Infanterieregiment zu befehligen, das zur Bestrafung für seine Rolle im Aufstand in den Norden Mandschukuos geschickt wurde. Er kommandierte die Einheit vom März 1936 bis zum März 1937.

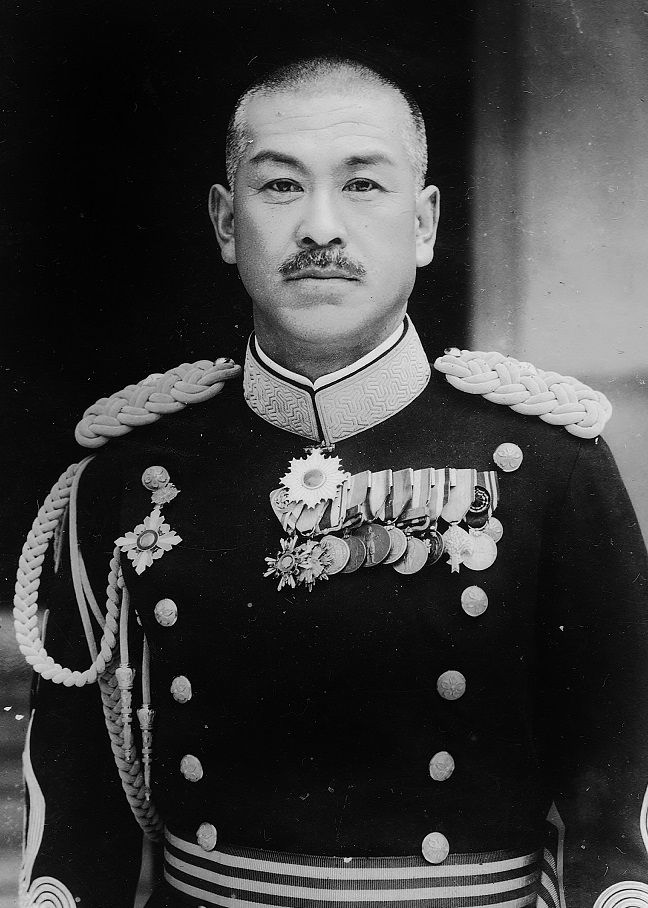
Ushijima als Generalmajor

Am Beginn des Zweiten Sino-Japanischen Krieges im März 1937 wurde Ushijima zum Kommandeur der 36. Infanteriebrigade ernannt und zum Generalmajor befördert. Die 36. Brigade verließ Kagoshima Anfang August 1937 und nahm Positionen am Shanhai-Pass in Nordchina ein. Er erhielt den Befehl, gegen die drei Divisionen der chinesischen 14. Armee vorzurücken und diese Eliteverbände zu vernichten, da diese die japanischen Stellungen in der Nähe von Badaling bedrohten. Obwohl Ushijimas Verbände zahlenmäßig stark unterlegen waren, führte er vom 30. August bis zum 13. September eine Reihe von Gefechten und durchbrach die chinesischen Linien. Seine Truppen erreichten bis zum 14. Oktober unter schweren Verlusten die Außenbezirke von Shijiazhuang. Ushijima wurde dafür bekannt, dass er ungeachtet des persönlichen Risikos von den Frontlinien aus führte. Seine 36. Brigade half dann beim Durchbrechen der Sackgasse in Shanghai. Sie nahm eine große Zahl chinesischer Soldaten, die aus der Stadt nach Nanjing fliehen wollten, gefangen. Im Dezember nahm die Brigade Wuhu ein, wo sie überwinterte. Ab Juli 1938 nahm die Brigade an der Schlacht um Wuhan teil.  Er gab das Kommando im Dezember 1938 ab und wurde im gleichen Monat bis September 1939 Kommandant der Toyama-Schule der Armee. Vom Dezember 1939 bis Oktober 1941 kommandierte er die 11. Division in Mandschukuo. Für seinen Einsatz bei dem Verband wurde er 1940 mit dem Orden des Heiligen Schatzes und Orden des Goldenen Drachen zweiter Klasse ausgezeichnet. Im Oktober 1941 bis zum April 1942 war er Kommandant der Unteroffiziersschule der Armee.
Der Angriff auf Pearl Harbor im Dezember 1941 überraschte Ushijima. Er sprach sich deutlich gegen einen Krieg gegen die Vereinigten Staaten aus. Seiner Ansicht nach würde dies den Krieg in China nur verlängern und Japan gegenüber dem seiner Meinung nach wahren Feind Japans, der Sowjetunion, schwächen. Er wurde im April 1942 seines Amtes enthoben, weil man befürchtete, dass er seine Soldaten mit Ideen beeinflussen würde, die der offiziellen Regierungspolitik zuwiderliefen. Ushijima wurde jedoch stattdessen wieder als Kommandant der Kaiserlich-Japanischen Armee-Akademie eingesetzt, weitgehend auf Empfehlung von Doihara Kenji und Yamada Otozō, die seine Bedenken gegenüber dem Pazifikkrieg teilten. Ushijima war der Ansicht, dass die Studenten an der Heeresakademie nach dem Fall Singapurs arrogant und siegestrunken geworden seien, und warnte seine Studenten, dass man die reichlich vorhandenen natürlichen Ressourcen und die industrielle Kapazität der Vereinigten Staaten nicht unterschätzen dürfe. Trotz seines erklärten Wunsches, an der Akademie zu bleiben, wurde ihm im September 1944 befohlen, das Kommando über die neu gebildete 120.000 Mann starke 32. Armee zu übernehmen, die mit der Verteidigung der Ryūkyū-Inseln gegen die amerikanische Invasion beauftragt war. Noch 1944 wurde ihm der Orden der Aufgehenden Sonne verliehen.

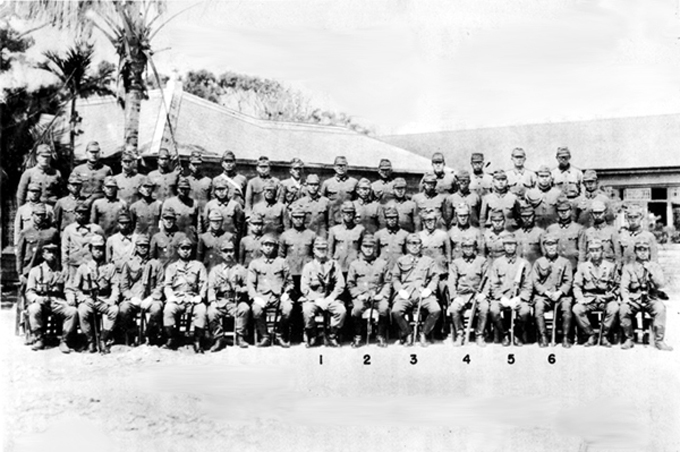
Japanische Kommandeure auf Okinawa im Februar 1945 (Mitsuru Ushijima Nr. 2)

Sein Vorgänger Masao Watanabe hatte mit der Umsetzung eines Plans zur Evakuierung der Zivilbevölkerung von Okinawa auf das japanische Festland und nach Taiwan begonnen. Die Ankunft Ushijimas mit großer Verstärkung erschwerte die Evakuierung, da sie vielen Zivilisten ein falsches Sicherheitsgefühl vermittelten. Während des Untergangs der Tsushima Maru nach einem amerikanischen U-Boot-Angriff kamen über 1600 Zivilisten, darunter viele Kinder, ums Leben. Dennoch gelang es Ushijima, vor der amerikanischen Invasion 80.000 Menschen aus Okinawa und etwa 30.000 Menschen von den Yaeyama-Inseln zu evakuieren. Weniger erfolgreich war er bei seinen Bemühungen, die restliche Zivilbevölkerung in die weitgehend unbewohnte Nordhälfte der Insel zu evakuieren. Es mangelte dort an Nahrungsmitteln, Malaria brach aus und viele Zivilisten in guter körperlicher Verfassung wurden zur Unterstützung beim Bau von Schützengräben, Bunkern und anderen Verteidigungsanlagen eingezogen. Ushijima wurde am 20. Juni 1945 zum Generalleutnant befördert.
Er führte nach der US-Landung eine geschickte Verteidigung der Insel durch, die auf einer von seinem Stabschef Oberst Hiromichi Yahara geplanten, tief gestaffelten Verteidigung beruhte. Seine Führung wurde jedoch ständig durch Ungehorsam seines zweithöchsten Befehlshabers General Chō Isamu untergraben, der eine aggressivere Führung mit Massenangriffen verfolgte, die vom Generalstab der Armee in Tokio ermutigt wurde. Nachdem eine von Chō forcierte Offensivaktion durch die überlegene amerikanische Feuerkraft zu einem Beinahe-Massaker an den angreifenden japanischen Truppen geführt hatte und die amerikanischen Streitkräfte die Shuri-Linie durchbrochen hatten, führte Ushijima einen erfolgreichen Rückzug seiner Truppen in den äußersten Süden der Insel an. Hier konnten zersplitterten Verbände nur isolierte Verteidigungsstellungen besetzten. Ushijima und Cho zogen sich auf den Hügel 89 an der Südküste zurück. Die Führung und die Kontrolle über die Überreste der 32. Armee verschlechterten sich schnell, da die Kommunikation mit den letzten Verteidigungspositionen unterbrochen wurde.  Ushijima lehnte eine persönliche Bitte des amerikanischen Generals Simon B. Buckner junior um Kapitulation ab. Stattdessen begingen Ushijima und General Chō, als sie die Geräusche der systematischen Vernichtung der nahe gelegenen Stellungen auf Hügel 89 hörten, Seppuku.
Oberst Yahara war der ranghöchste Offizier, der von den amerikanischen Streitkräften gefangen genommen wurde und der ranghöchste Offizier, der die Schlacht überlebte. Yahara hatte Ushijima um die Erlaubnis gebeten, Selbstmord begehen zu dürfen, aber der General lehnte seine Bitte mit den Worten ab „Wenn Sie sterben, wird niemand mehr übrig sein, der die Wahrheit über die Schlacht von Okinawa kennt. Tragen Sie die vorübergehende Schande, aber ertragen Sie sie. Dies ist ein Befehl Ihres Armeechefs.“ Yahara verfasste später ein Buch mit dem Titel Die Schlacht um Okinawa, in dem er die letzten Augenblicke Ushijimas beschrieb. Die Leichen von Ushijima und Chō wurden am 27. Juni 1945 von US-Militärs in der Nähe der Höhle begraben, in der sie in den letzten Stunden der Kämpfe auf Okinawa starben.